# Martí Casas
Martí Casas Lozano (Mataró, 18 agosto 1995) è un hockeista su pista spagnolo.